# Operation Mount Hope III

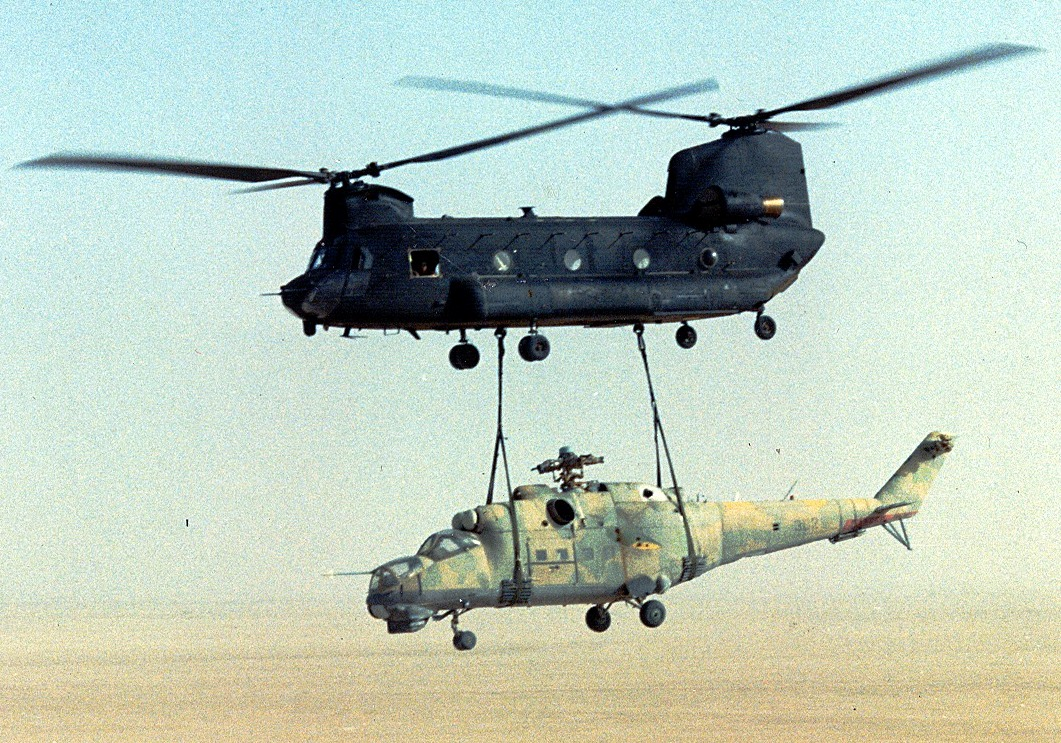
Transport zum Flughafen N’Djamena

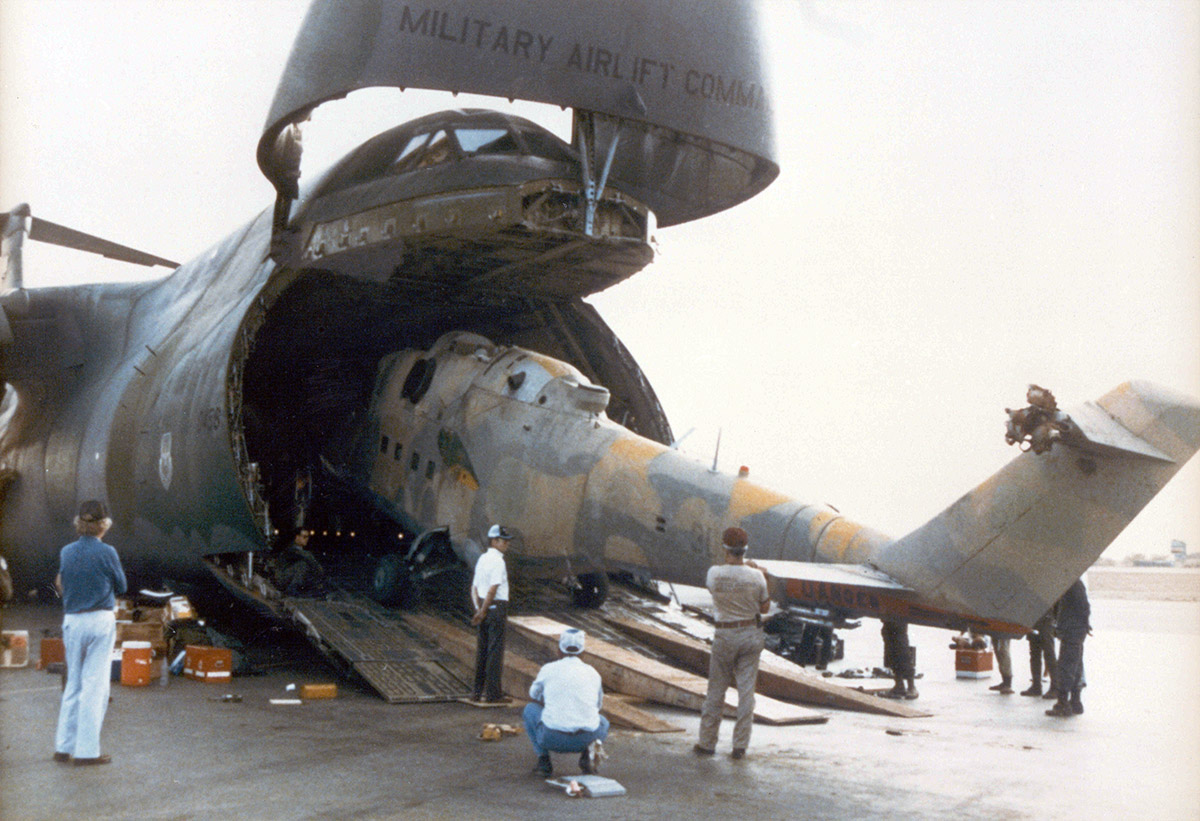
Abtransport mit C-5 Galaxy

Die Operation Mount Hope III war eine geheime Aktion der Streitkräfte der Vereinigten Staaten im Tschad im Jahr 1988.
Die libyschen Streitkräfte mussten 1987 im Libysch-Tschadischen Grenzkrieg einen sowjetischen Kampfhubschrauber Mi-25 bei Wadi Dum / Ouadi Doum zurücklassen. Mit dem Einverständnis der tschadischen Regierung bargen die US-Streitkräfte den Hubschrauber und schafften ihn über den Flughafen N’Djamena in die USA.